# 坦克纪念章

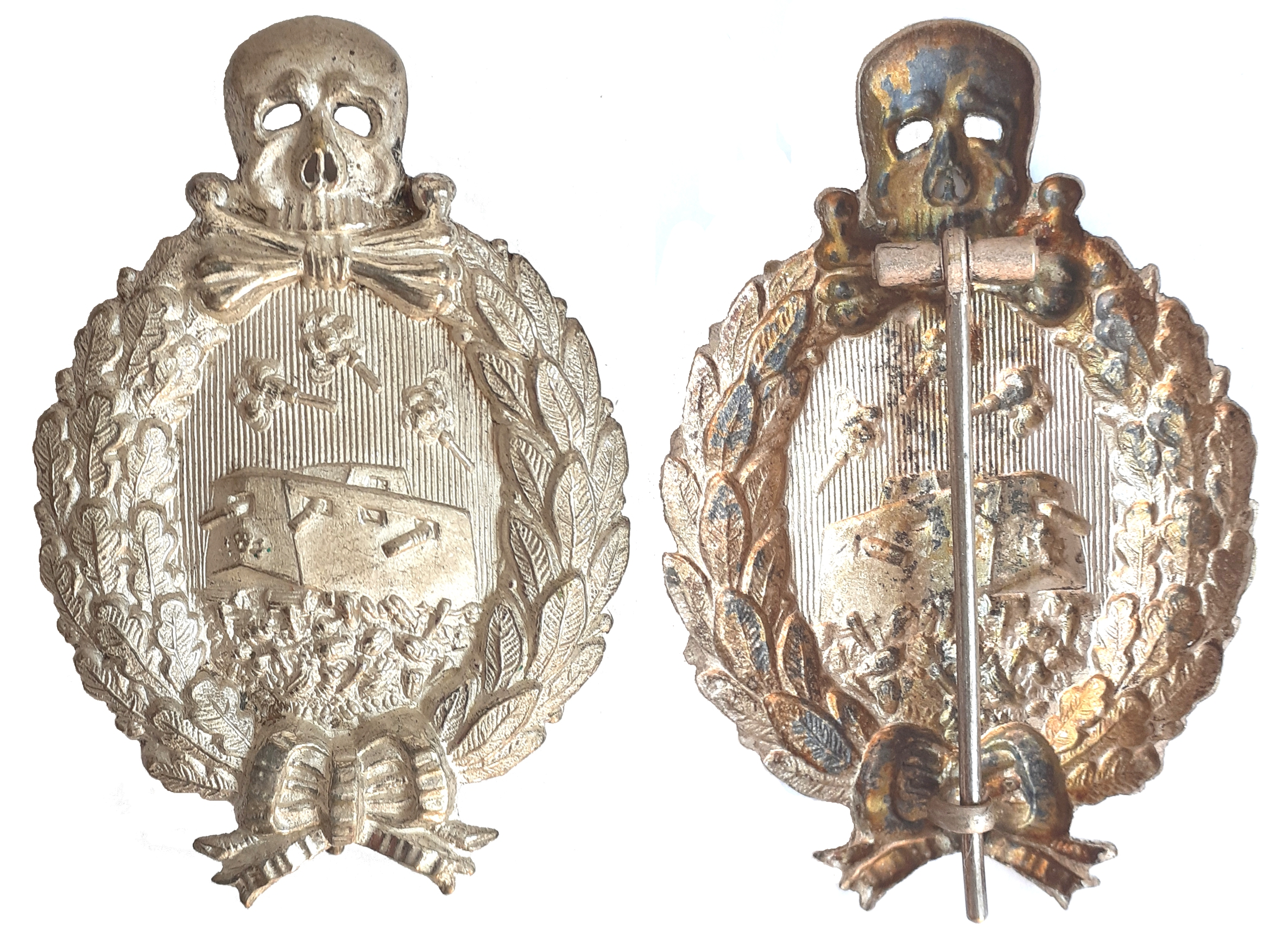
坦克纪念章

坦克纪念章（德語：Kampfwagen-Erinnerungsabzeichen）是魏瑪共和國设立的一项军事嘉奖，表彰曾在第一次世界大战期间战斗过的坦克车组人员。1921年7月13日，魏玛国防部长奧托·格斯勒设立坦克纪念章，该章于7月15日在《陆军条例公报第41号》（Heeres-Verordnungsblatt Nr. 41）颁布后正式生效。